# Thomassin
Thomassin is een Belgisch historisch merk van motorfietsen.
Ze werden geproduceerd in Blegny rond 1900. 
Er werden Herman-motoren ingebouwd. Herman produceerde voornamelijk stationaire motoren. 
Thomassin gebruikte een Loop Frame en de kop/zijklepmotor had een inlaat-snuffelklep en een gecommandeerde uitlaatklep. De productieperiode duurde waarschijnlijk slechts enkele jaren.